# Dovići
Dovići su naseljeno mjesto u sastavu Grada Laktaši, Republika Srpska, BiH.

## Stanovništvo
| Dovići             |              |
| godina popisa      | 1991.        |
| Srbi               | 270 (87,10%) |
| Hrvati             | 1 (0,32%)    |
| Muslimani          | 0            |
| Jugoslaveni        | 17 (5,48%)   |
| ostali i nepoznato | 22 (7,10%)   |
| ukupno             | 310          |